# Oppsjön, Jämtland
Oppsjön är en sjö i Bräcke kommun i Jämtland och ingår i Ljungans huvudavrinningsområde. Sjön har en area på 0,192 kvadratkilometer och ligger 297 meter över havet. Sjön avvattnas av vattendraget Stensjöbäcken.

## Delavrinningsområde
Oppsjön ingår i det delavrinningsområde (696304-153083) som SMHI kallar för Utloppet av Oppsjön. Medelhöjden är 306 meter över havet och ytan är 2,13 kvadratkilometer. Det finns ett avrinningsområde uppströms, och räknas det in blir den ackumulerade arean 32,85 kvadratkilometer. Stensjöbäcken som avvattnar avrinningsområdet har biflödesordning 4, vilket innebär att vattnet flödar genom totalt 4 vattendrag innan det når havet efter 124 kilometer. Avrinningsområdet består mestadels av skog (74 procent). Avrinningsområdet har 0,19 kvadratkilometer vattenytor vilket ger det en sjöprocent på 8,9 procent.